# Noiraigue
Noiraigue (toponimo francese) è una frazione di 506 abitanti del comune svizzero di Val-de-Travers (Canton Neuchâtel).

## Geografia fisica
Noiraigue si trova nella zona orientale della Val-de-Travers, lungo i fiumi Areuse e  Noiraigue, a nord del lago di Neuchâtel e a 16 km dalla capitale del cantone. Secondo i dati del 1997, di tutto il territorio del paese, il 7% era di proprietà municipale, il 70% era occupato da industrie, mentre il 2% era inutilizzato. Nel restante 21% erano presenti boschi.

## Storia

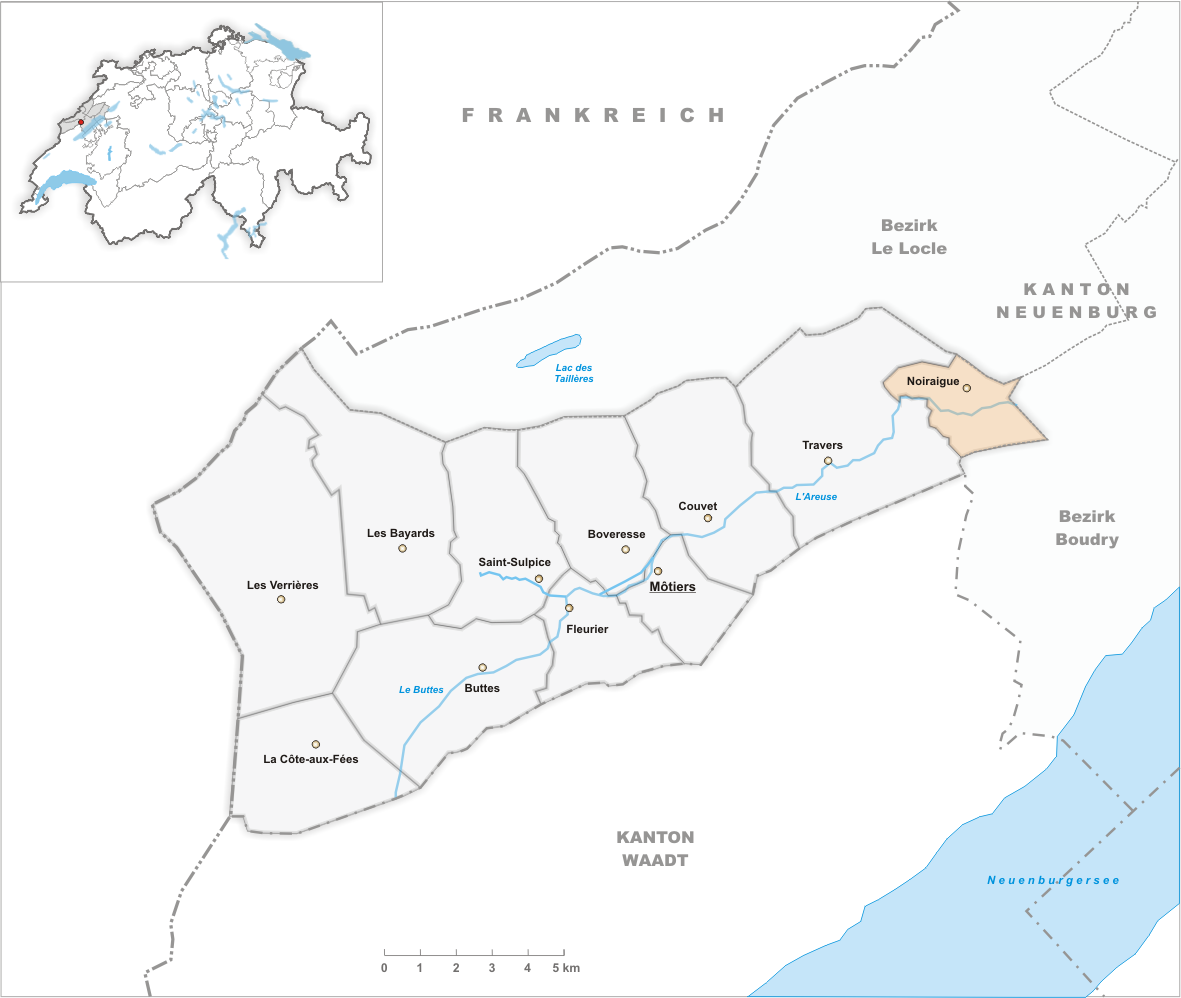
Il territorio del comune di Noiraigue prima degli accorpamenti comunali del 2009

Già comune autonomo che si estendeva per 6,38 km² e che comprendeva anche le frazioni di Combe-Varin, Le Furcil, Rosières e Vers chez Joly, in seguito all'esito favorevole del referendum del 17 giugno 2007 il 1º gennaio 2009 è stato aggregato agli altri comuni soppressi di Boveresse, Buttes, Couvet, Fleurier, Les Bayards, Môtiers, Saint-Sulpice e Travers per formare il nuovo comune di Val-de-Travers.

## Monumenti e luoghi d'interesse
- Chiesa riformata, eretta nel 1894[1];
- Cappella cattolica, eretta nel 1889[1].

## Società

### Evoluzione demografica
L'evoluzione demografica è riportata nella seguente tabella:
Abitanti censiti

### Lingue e dialetti
L'88,4% degli abitanti parla il francese, il 4,1% il tedesco e il 3,2% l'albanese.

## Economia
L'economia locale si basa prevalentemente sul settore secondario e sul pendolarismo in uscita. Originariamente villaggio basato sull'agricoltura, nel XIX secolo vi fu una forte industrializzazione (principalmente industria orologiaia; sono presenti alcune industrie edilizie e due centrali idroelettriche). Viene praticato l'allevamento ed è sviluppata l'industria casearia.

## Infrastrutture e trasporti

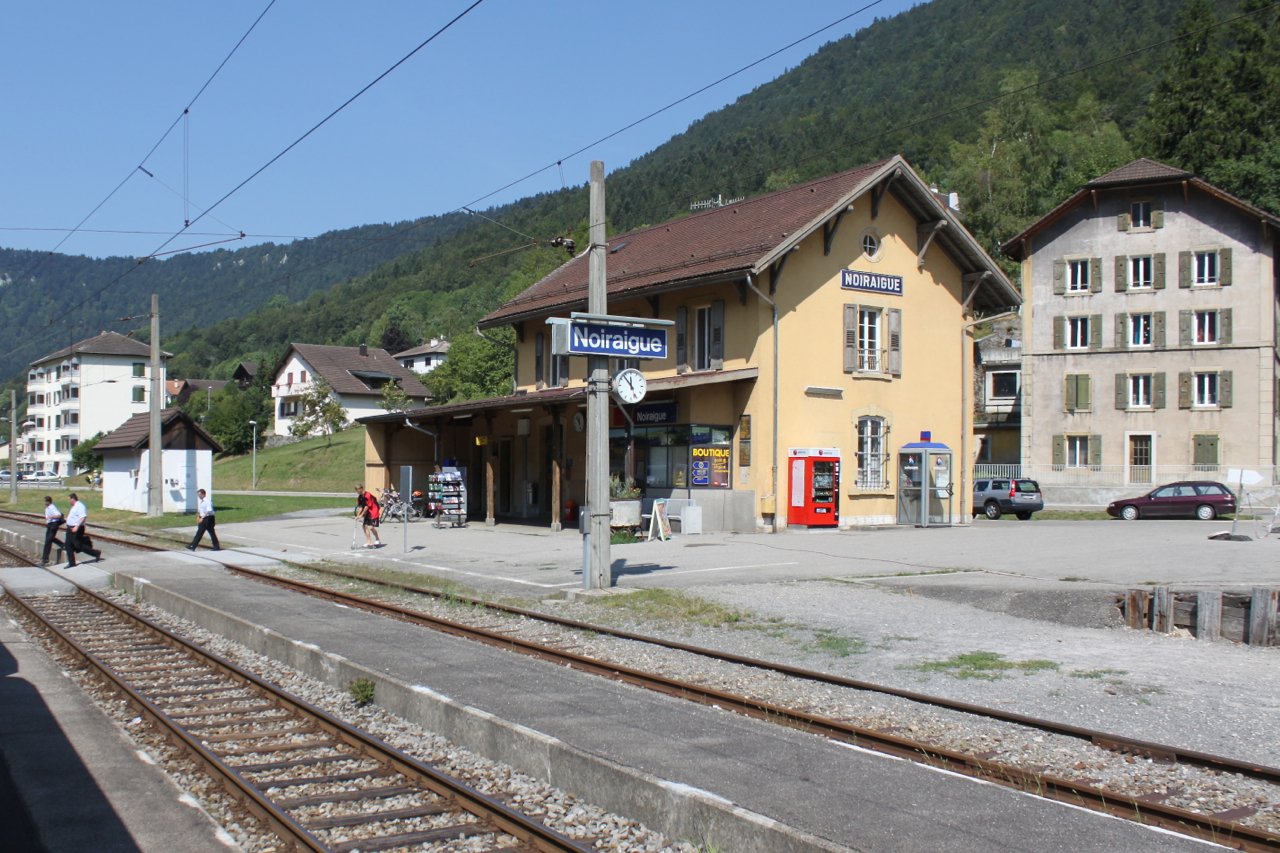
La stazione di Noiraigue

Noiraigue è servito dall'omonima stazione sulla ferrovia Neuchâtel-Pontarlier.